# 秋元泰朝
秋元 泰朝（あきもと やすとも）は、安土桃山時代から江戸時代前期にかけての武将、大名。上野国総社藩主、甲斐国谷村藩主。官位は従五位下・但馬守。館林藩秋元家2代。徳川家康の近習出頭人と呼ばれた。

## 生涯
天正8年（1580年）、秋元長朝の子として誕生した。慶長19年（1614年）の大坂冬の陣後、大坂城の堀の埋立に功績があった。豊臣家滅亡後の残党狩りも行った。
元和9年（1623年）2月、越前国北ノ荘藩（福井藩）主の松平忠直が幕府により改易となったのち、7月に近藤秀用、曽根吉次、阿倍正之らと共に泰朝が派遣され、松平家の相続に関する伝達を行い、当主不在の越前の国務を行っている。
寛永5年（1628年）、父・長朝の死により秋元家の家督を相続する。寛永10年2月3日（1633年3月12日）、甲斐国東部の郡内地方を治める谷村藩の城代として1万8000石に封ぜられる。寛永13年（1636年）には、日光東照宮の造営で総奉行を務めた。
寛永19年（1642年）、この頃は全国的に深刻な寛永の大飢饉の最中であり、泰朝も対策にあたっていたが、10月23日に急死した。

## 系譜
父母
- 秋元長朝（父）

正室
- 大河内秀綱の娘

子女
- 秋元富朝（長男）生母は正室
- 秋元忠朝（次男）生母は正室

養子
- 松平正朝 - 松平正綱の五男